# الانتخابات البرلمانية الموريتانية 1996
نظمت  الانتخابات النيابية في موريتانيا في 11 أكتوبر / تشرين الأول 1996، وجرت الجولة الثانية في 16 دائرة انتخابية من أصل 79 في 18 أكتوبر / تشرين الأول. بعد أن فاز الحزب الديمقراطي والاجتماعي الجمهوري الحاكم (PRDS) بـ 60 مقعدًا من أصل 63 مقعدًا تم تحديدها في الجولة الأولى ، بينما قاطع حزب اتحاد القوى الديمقراطية المعارض الجولة الثانية، مما أدى إلى فوز الحزب الحاكم بإجمالي 70 مقعدًا. وقد بلغ إقبال الناخبين 52.1٪  وحوالي 30٪ فقط في نواكشوط .

## النتائج
| حفل                                    | الأصوات   | ٪    | مقاعد | +/-  |
| -------------------------------------- | --------- | ---- | ----- | ---- |
| الحزب الجمهوري الديمقراطي والاجتماعي   | 352482    | 67.6 | 70    | +3   |
| العمل من أجل التغيير                   | 26295     | 5.3  | 1     | جديد |
| اتحاد القوى الديمقراطية - العصر الجديد | 27779     | 5.3  | 0     | جديد |
| الاتحاد من أجل الديمقراطية والتقدم     | 8666      | 1.7  | 0     | جديد |
| التجمع من أجل الديمقراطية والوحدة      | 7392      | 1.4  | 1     | 0    |
| الاتحاد الشعبي الاجتماعي والديمقراطي   | 707       | 0.1  | 0     | 0    |
| حزب العمل والوحدة الوطنية              | 360       | 0.1  | 0     | 0    |
| حزب الوسط الموريتاني الديمقراطي        | 159       | 0.1  | 0     | 0    |
| الاتحاد من أجل الديمقراطية والتقدم     | 109       | 0.0  | 0     | جديد |
| حزب التعاون الديمقراطي                 | 107       | 0.0  | 0     | جديد |
| المستقلون                              | 66234     | 12.7 | 7     | –3   |
| مجموع                                  | 541،859   | 100  | 79    | 0    |
| الناخبون المسجلون / الاقبال            | 1،040،855 | 52.1 | -     | -    |
| المصدر: Nohlen et al.                  |           |      |       |      |